# Émile Glay
Pour les articles homonymes, voir Glay.
Émile Glay (2 septembre 1878-24 février 1936) est un instituteur français, fondateur en 1920 du Syndicat national des instituteurs dont il devient secrétaire général adjoint. Indissociable de Louis Roussel, il joue en tandem avec lui un rôle majeur de 1909 à 1932 dans l'organisation collective des instituteurs au niveau national (Fédération des amicales puis SNI).
Émile Glay fut également secrétaire général de la Ligue de l'enseignement, membre du Comité central de la Ligue des droits de l'Homme (1909-1921) dont il fut un temps vice-président. Il meurt alors qu'il venait d'être désigné comme chargé de mission au cabinet d'Henri Guernut ministre de l’éducation nationale de janvier à juin 1936 et militant, comme Glay, de la Ligue des droits de l’Homme. 
Selon Henri Aigueperse,  « Homme de la génération des fondateurs de l'École publique, laïque intransigeant, il eut pour maître, durant toute sa vie active, Ferdinand Buisson ».

## Biographie

### Les années de jeunesse et de formation
Émile Glay naît le 2 septembre 1878 à Moyenmoutier (Vosges). Très jeune orphelin de père, il est recueilli par son oncle, instituteur républicain en Seine-et-Oise qui le prépare au concours d'entrée à l'école normale d'instituteurs. Émile Glay est admis à seize ans à l'école normale de garçons de Paris (école normale d'Auteuil) de 1894 à 1897 où il est marqué par l'enseignement du directeur Émile Devinat. Il enseigne ensuite en banlieue parisienne.
Avec Louis Roussel et Charles Joly (futur conseiller municipal de Paris), il milite dès sa sortie de l’école normale pour le socialisme et la libre-pensée dont il dirige la section d’Herblay. Pendant son service militaire, il refuse de suivre le peloton d'élève-officier de réserve et même les galons de caporal. Il connaît quelques ennuis après qu'on a trouvé des écrits socialistes dans son paquetage. De 1899 à 1925, Glay est instituteur dans le 18e arrondissement de Paris. Il mène alors une action dreyfusarde. En 1901, il devient franc-maçon.
Il se marie le 4 décembre 1902 à la marie du 10e arrondissement de Paris avec Adèle Léonie Françoise Duranton.

### Le responsable de la Fédération nationale des amicales d'instituteurs
En 1902, Glay adhère à la jeune Amicale des anciens élèves de l’école normale d’Auteuil. Les instituteurs (comme les fonctionnaires en général) auxquels le droit syndical est refusé depuis 1887 ont utilisé la possibilité ouverte par la loi de juillet 1901 sur les associations pour constituer des associations professionnelles qui constituent en 1906 d'une Fédération nationale. 
Trois ans plus tard, il lance le « Manifeste des instituteurs syndicalistes » avec Louis Roussel et Dufrenne. En 1907, au congrès des Amicales d’instituteurs de Clermont-Ferrand, il défend les thèses syndicalistes et entame une controverse restée célèbre avec son ancien directeur d'école normale, Devinat, partisan du maintien du système amicaliste. En 1907, il prend la défense de Marius Nègre, syndicaliste-révolutionnaire révoqué par Clemenceau pour avoir revendiqué par affiches le droit syndical. Glay assure celle-ci dans la Revue de l’Enseignement primaire et primaire supérieur à laquelle il collaborait depuis 1904 et dans l'Humanité (alors journal de Jean Jaurès). Émile Glay fait alors l’objet d’une sanction administrative. 
C'est en 1909 que se constitue le tandem Louis Roussel/Émile Glay à la Fédération amicales d'instituteurs qui jouera un rôle majeur jusqu'à leur retraite simultanée en 1932. Président de la Fédération, Louis Roussel aura Émile Glay comme secrétaire  adjoint puis secrétaire général ; secrétaire général du SNI, le premier aura le second comme secrétaire général adjoint. Les deux responsablent soutiennent activement la Fédération des syndicats d'instituteurs, notamment après le congrès de Chambéry de 1912. La Fédération des syndicats d'instituteurs était affiliée depuis 1909 à la Confédération générale du travail anarcho-syndicaliste de Léon Jouhaux. Elle était très minoritaire (autour de 5 000 membres vers 1919) alors que la Fédération des amicales était réellement une organisation de masse (58 000 adhérents en 1921 sur 122 000 instituteurs en exercice), mais les responsables de la Fédération des amicales étaient individuellement des militants syndicalistes. La résistance d'Émile Glay au gouvernement lui vaut alors un nouveau blâme et 25 francs d’amende. 
Lors de la déclaration de guerre, en 1914, Émile Glay refuse de céder au courant d’union sacrée, mais combat avec bravoure : mobilisé au 46e régiment d’infanterie comme soldat de deuxième classe, il termine la guerre comme lieutenant (juillet 1916) après avoir été deux fois cité. Il est libéré en février 1919.

### Le cofondateur du Syndicat national des instituteurs
Après la guerre, il fait partie des leaders qui font voter congrès de 1919 la transformation de la Fédération des Amicales en Fédération des syndicats d’instituteurs. En même temps est décidée l’adhésion à la CGT de la Fédération nouvellement créée bien que, de ce point de vue, la situation soit complexe. C'est la Fédération syndicale d'avant-guerre, animée par des syndicalistes révolutionnaires, qui appartient à la CGT et, bien qu'ultra-minoritaire, n'entend pas laisser la place même si la CGT, comme Léon Jouhaux, assume son virage réformiste. Il faudra attendre la scission de la CGT pour que la question se décante, la Fédération des syndicats d'instituteurs rejoignant la CGTU C'est en 1925 que le SNI rejoindra effectivement la CGT. 
Le ministre de l’Instruction publique, André Honnorat ordonne, conformément à la « doctrine Spuller » la dissolution de la Fédération et des syndicats départementaux adhérents qui est même prononcée par le tribunal de la Seine. Glay figura parmi les dirigeants inculpés en 1920. Les syndicalistes résistent : c'est alors qu'il font le choix du Syndicat national organisé en sections départementales pour éviter les poursuites locales.  Le syndicat interjette appel et fait durer la procédure jusqu’en 1924, année où la nouvelle majorité parlementaire du Cartel des gauches fait suspendre l’action judiciaire, les syndicats de fonctionnaires étant désormais tolérés. En 1925, le SNI obtient du ministère d'avoir un détaché qui sera son seul permanent jusqu'aux années trente : ce sera Émile Glay. Si Louis Roussel est secrétaire général du syndicat, il assume plutôt un rôle de président (y compris sur l'orientation), Émile Glay jouant le rôle de cheville ouvrière. 
De 1920 à 1922, Émile Glay assume les fonctions de secrétaire adjoint avec Deghilage (Louis Roussel étant secrétaire général. Devenu secrétaire général adjoint du SNI, est plus spécialement chargé des rapports avec les autres organisations syndicales, surtout la Fédération des fonctionnaires et la CGT. Au congrès de 1923 du SNI, Glay critiqua vivement Millerand alors président de la République et fut à nouveau l’objet de sanctions administratives. Lors des élections de 1924, il recommanda de s’adresser à la CGT, à la Ligue des droits de l’Homme, aux Loges dans l’action que le SNI menait contre le Bloc National. C'est avec le gouvernement du Cartel des gauches que s'organise la collaboration qui conduit à créer le « comité consultatif » qui regroupe, sous la présidence de l'inspecteur d'académie, les inspecteurs primaires et les élus des institutrices et des instituteurs, véritable ancêtre des commission administratives paritaires de la Fonction publique. 
En 1925, la candidature d'Émile Glay à la commission administrative de la CGT est finalement retirée, au profit de celle de Louis Roussel, mais y entre en 1927. De même, il siège à la commission administrative de la FGE (Fédération générale de l’Enseignement qui préfigure la FEN d'après-guerre) et assure les liaisons du syndicat avec l’extérieur (partis politiques, etc.). Mais son style de direction solitaire cadre mal avec l'évolution d'une organisation où la jeune génération militante, qui arrivée aux responsabilités à partir de 1926 (André Delmas, Georges Lapierre, René Vivès, Marie-Louise Cavalier), est attachée au travail collectif.

### 1932: la retraite
En 1932, Glay prend sa retraite. En août, au congrès de Clermont-Ferrand, André Delmas, nouveau secrétaire général, salue les indissociables Glay et Roussel en ces termes : « Quand ils [les instituteurs] ont vu des leurs se lever en face des puissants, traiter avec eux par la parole, sur les tribunes publiques et dans la presse, d’égal à égal, ils ont éprouvé une profonde fierté, et par le fait qu’ils ont éprouvé cette fierté, ils se sont eux-mêmes élevés. »
Glay siège à la Commission permanente (Bureau national) du Syndicat jusqu’en 1933. Il devient secrétaire général de la Ligue de l'enseignement. Il a milité également à la Ligue des droits de l'Homme dont il fut membre du comité central de 1909 à 1921 et, pendant un temps, vice-président. 
Il meurt en 1936 alors qu’il vient d’être nommé chargé de mission au cabinet d'Henri Guernut, ministre de l’éducation nationale du gouvernement précédant celui du Front populaire. Durant les quelques mois où il fut ministre, Guernut — responsable de la Ligue des droits de l’Homme, renoua les contacts rompus par son prédécesseur Marius Roustan.

## Publications
Les publications d'Émile Glay sont nombreuses. Secrétaire de rédaction du Bulletin mensuel du SNI de 1920 à 1929, Glay collabore en outre au Manuel général de l’Instruction publique, au Peuple (organe de la CGT), à la Tribune des Fonctionnaires, remplit une année les fonctions de rédacteur en chef de la Revue de l’Enseignement primaire et primaire supérieur. Il est également coauteur avec Henry Champeau L’Instituteur et l’école primaire en France ainsi que des manuels scolaires. 
C'est pour l’édition de 1911 du Dictionnaire de pédagogie de Ferdinand Buisson qu’il écrit l’article consacré aux syndicats d'instituteurs.

## Jugements sur Émile Glay
Henri Dubief
Agrégé d'histoire puis inspecteur général de l'Éducation nationale, il a rédigé la notice biographique d'Émile Glay pour le Dictionnaire Maitron qu'il conclut ainsi :
« Disciple de Ferdinand Buisson, Glay a représenté la tendance d’un socialisme proche du radicalisme, d’un syndicalisme réformiste collaborant avec l’État démocratique. »
Henri Aigueperse
Secrétaire général du SNI de 1946 à 1952, responsable syndical avant guerre en Haute-Vienne, il est coauteur (posthume) de Un Syndicat pas comme les autres : le SNI  et y dresse ce portrait de Glay (p. : 88 et suivantes) :
« L'un des premiers, il avait compris la nécessité pour la défense même des instituteurs et de l’école publique, d'une large intervention par le biais des grands moyens d'information. L'un des premiers, il mesure l'impact d'une nouvelle venue : la radiodiffusion.
« Cette multiplicité d'activités ne l'empêche pas, jusqu'en 1925, de faire sa classe à l’école de la rue de la Guadeloupe [Paris XVIIIe] et de se préoccuper d es problèmes pédagogiques. Partisan des méthodes d'éducation active, il rédige en 1923 un recueil de textes pour l’enseignement du français au cours moyen. Il public deux ouvrages : L'Instituteur, en collaboration avec Champeau, L'École primaire en France, en collaboration avec Léaud.
« Tel est l’homme qui, jusqu'en 1932, a la responsabilité principale du SN, en partage avec Louis Roussel durant les premières années, puis de façon plus répartie à partir de 1926 et du premie renouvellement des responsables nationaux.
« Homme de la génération des fondateurs de l'École publique, laïque intransigeant, il eut pour maître, durant toute sa vie active, Ferdinand Buisson — directeur de l'enseignement primaire, puis député radical. Il était l'héritier direct de l’équipe des fondateurs de l’École publique que Jules Ferry avait rassemblée autour de lui. À ce titre, Glay était plus proche politiquement d'un radicalisme mâtiné de socialisme modéré que d'un socialisme intransigeant de type guesdiste.
« La souplesse d'organisation des amicales et du SN à ses débuts favorisait l’action individuelle d'un homme brillant et terriblement actif, usant de ses relations personnelles, ne rendant guère de comptes à quiconque. André Delmas note dans ses mémoires sa propension à confondre le syndicat avec sa personne, son isolement par rapport au reste du noyau dirigeant, son peu de propension pour les réunions statutaires, son absence du siège du SN, rue La Fayette.
« Il devait en résulter, après le renouvellement partiel de 1926, des frictions avec certains nouveaux de l’équipe dirigeante, qui devaient prendre forme à l'occasion de la mise en œuvre de L'École libératrice. »

## Hommages
Une école porte son nom à Montigny-lès-Cormeilles où l'oncle qui l'avait accueilli avait déménagé au moment de sa retraite et où il a préparé le concours d'entrée à l'école normale d'instituteurs. Une rue porte également son nom à Antony.